# Ehemaliges Schieferbergwerk Oberemmel
Das ehemalige Schieferbergwerk Oberemmel liegt am Dreikopf (Hunsrück) in einem Waldstück zwischen Konz-Oberemmel und Steinbachweier. Erhalten sind ein Stollen, ein großer Steinbruch, eine kleinere Grube, Stützmauern und Teile der ehemaligen Transportwege.

## Lage
Das Bergwerk liegt schwer zugänglich in einem Waldstück versteckt. Der ehemalige Stolleneingang ist mit einem Fledermaus-Schutzgitter versperrt und befindet sich an einem Waldweg oberhalb von Oberemmel. Am nahen Steinbruch herrscht Steinschlaggefahr. In unmittelbarer Nähe befindet sich auch ein ehemaliger Weinberg.

## Geschichte
Schieferbergwerke zur Gewinnung von Dachschiefer waren im ganzen Hunsrück über Jahrhunderte eine wichtige Einnahmequelle. Als aufgrund der Kostenersparnisse der Naturschiefer zunehmend durch billigeren Kunstschiefer ersetzt wurde, wurden sukzessive diverse Bergwerke stillgelegt. Die letzten Bergwerke schlossen in den 1960er Jahren. Der genaue Zeitraum, in dem das Schieferbergwerk bei Oberemmel in Betrieb war, ist nicht bekannt.